# 羊蹄山
羊蹄山，位于日本北海道后志支厅，标高1,898米，是一座成层火山。由于其形态很像富士山，而被称为虾夷富士（えぞふじ）。属于支笏洞爷国立公园。日本百名山之一。
后方羊蹄山（日语：ようていざん）是其旧名，取自《日本書紀》中的古地名「後方羊蹄」，後因讀法太難而改取其後三字的音讀作為其正式名稱。從東側看過去的話羊蹄山與附近的尻別岳(1,107米、)並排而立，類似雙子峰，因此尻別岳也被戲称为“前方羊蹄山”。阿伊努人将尻別岳称为「pinne-sir」（雄岳），而将羊蹄山称为「matne-sir」（雌岳）或「mak-kari-nupuri」（真狩努普利）。
羊蹄山的山顶是俱知安町、喜茂別町、京極町、真狩村、二世古町的边界点。

## 图片集

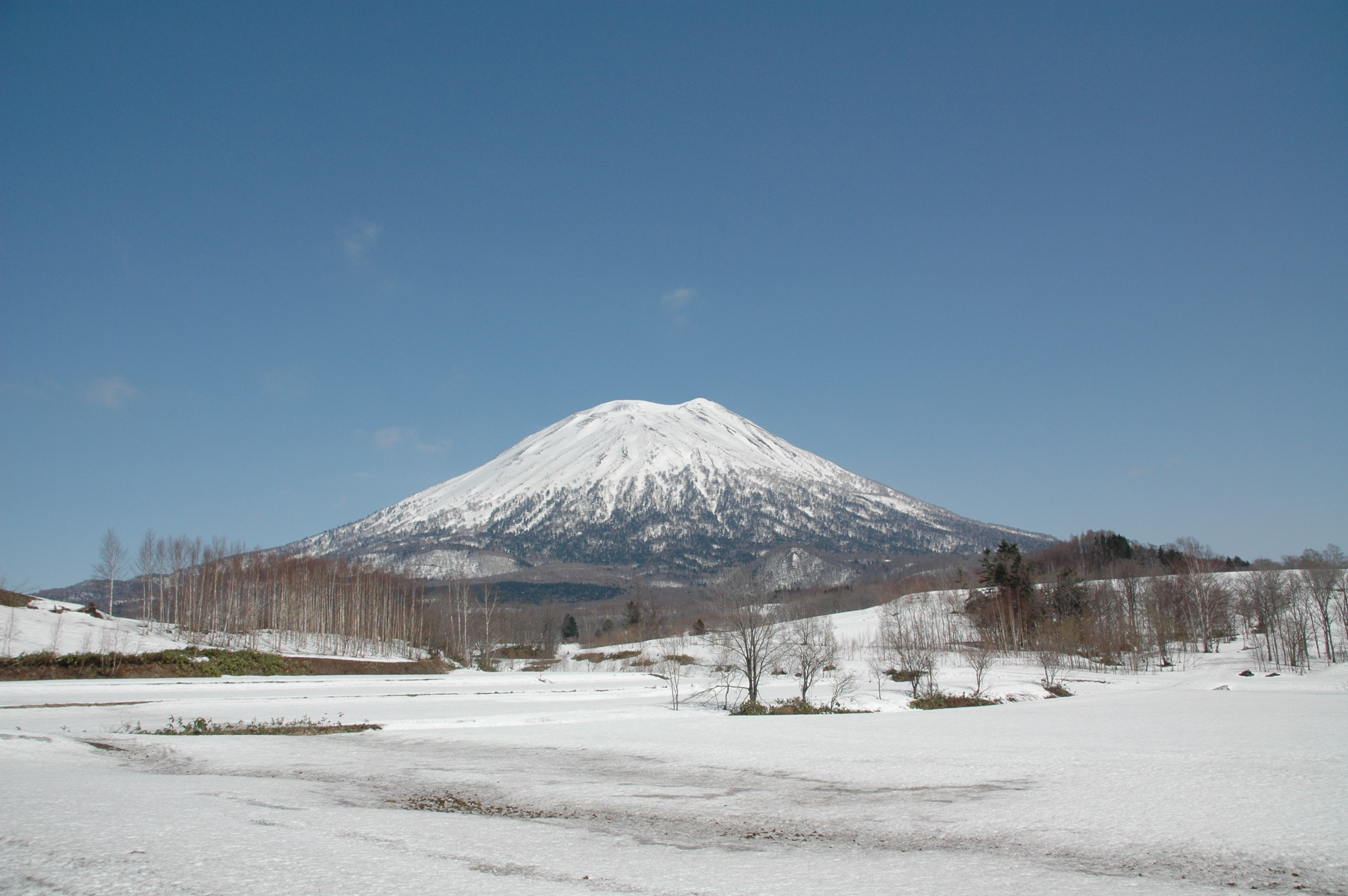
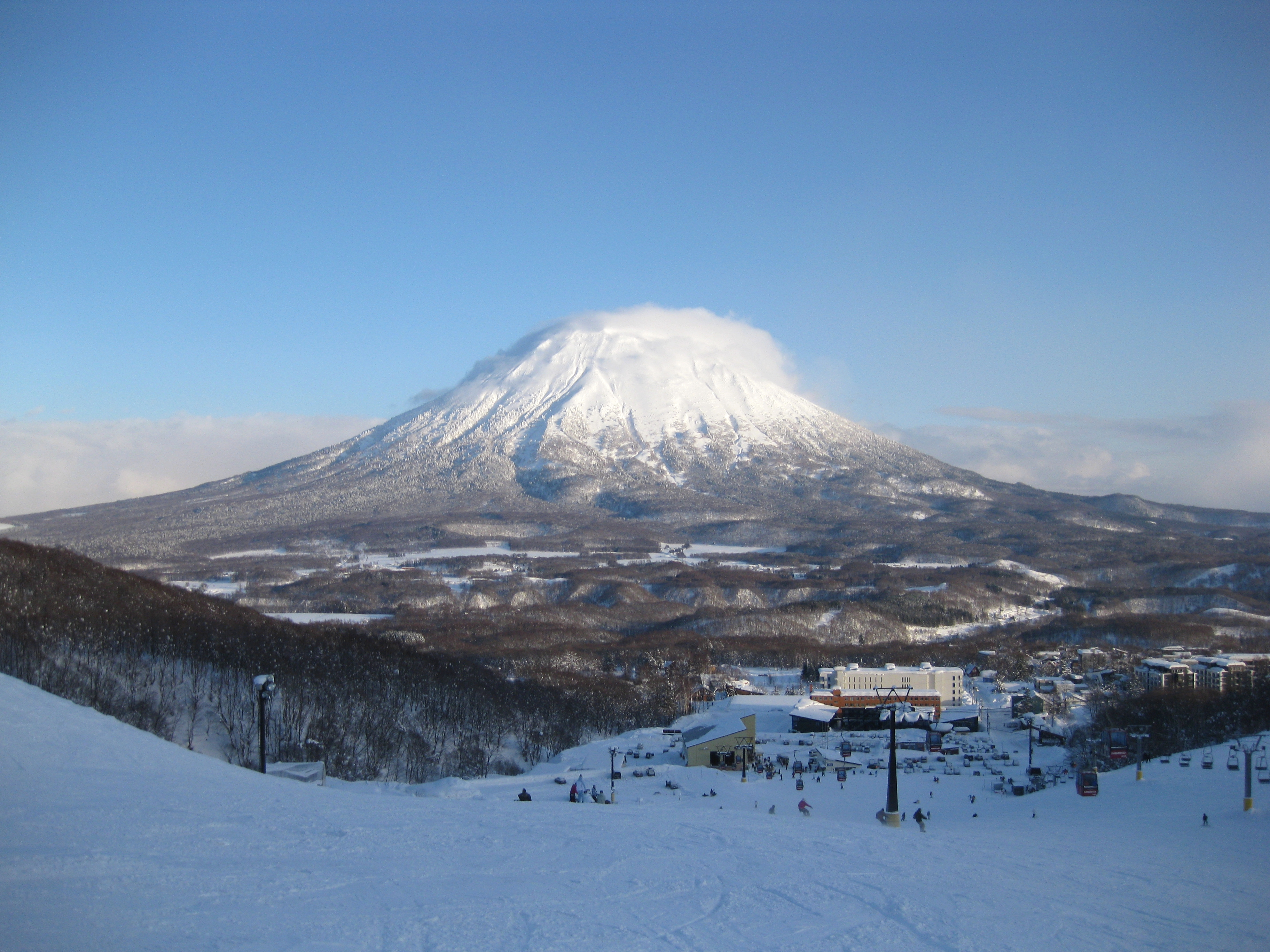
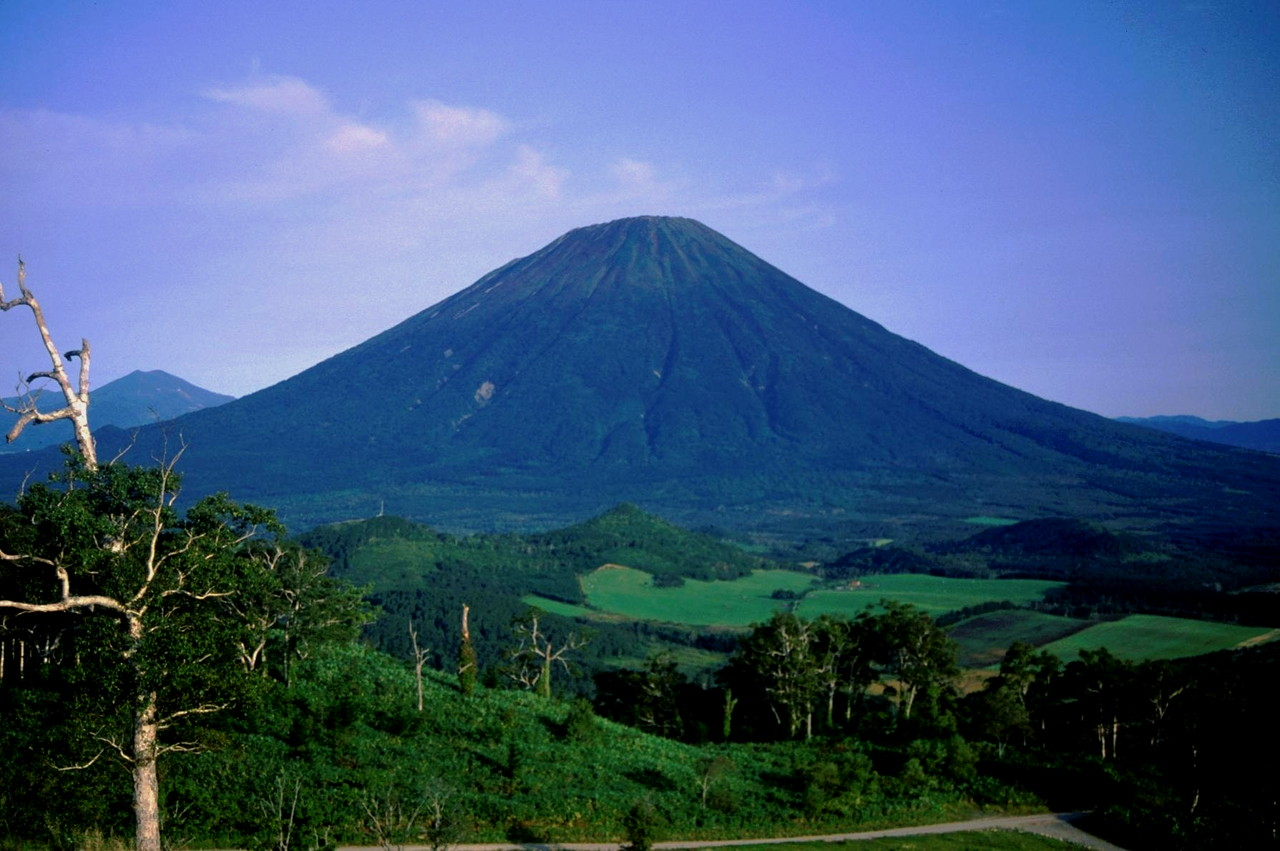
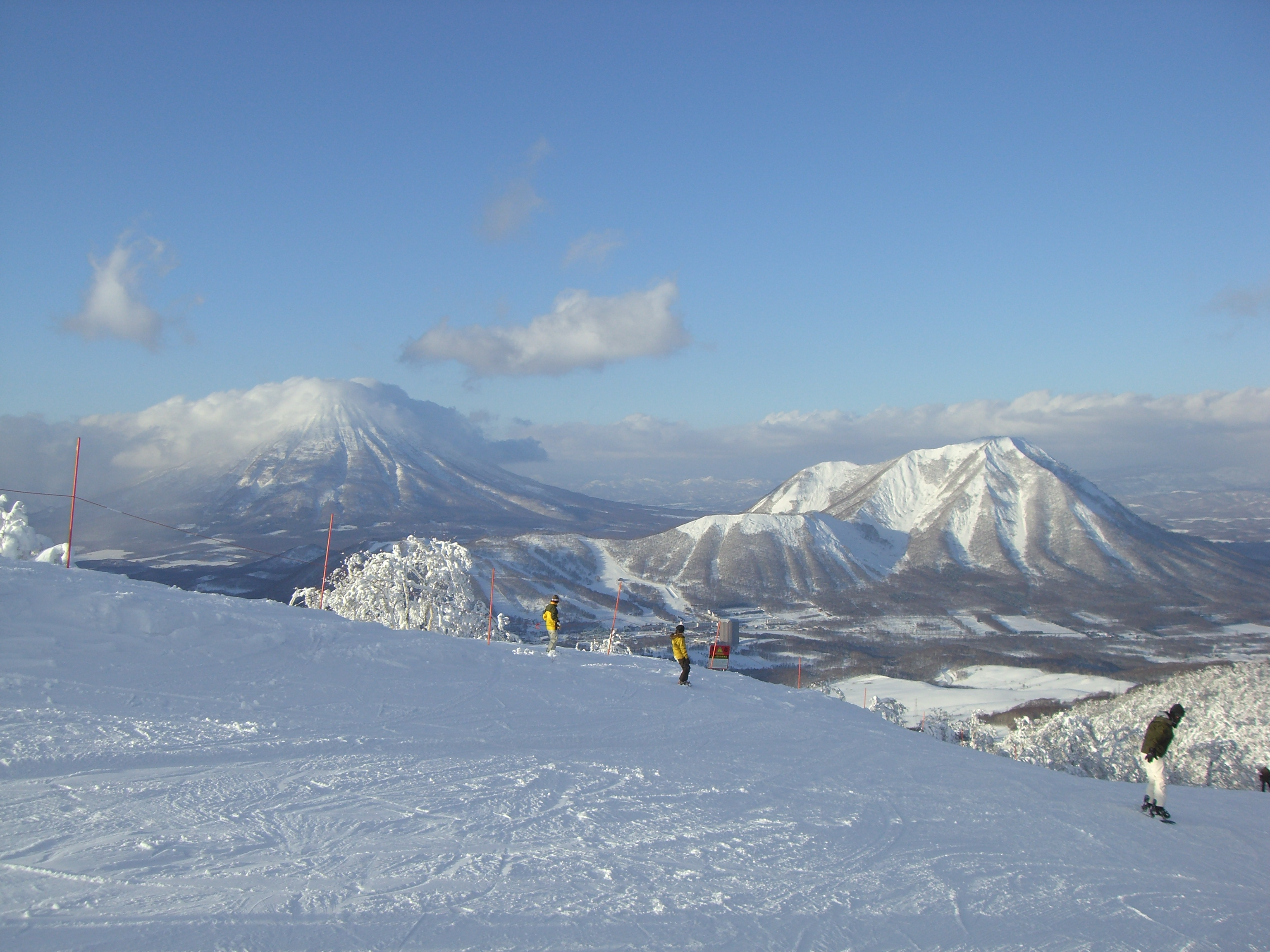
在留壽都度假村滑雪場

## 關連項目
- 日本百名山
- 鄉土富士
- 支笏洞爺國立公園
- 羊蹄丸